# Грабовський Валерій Васильович

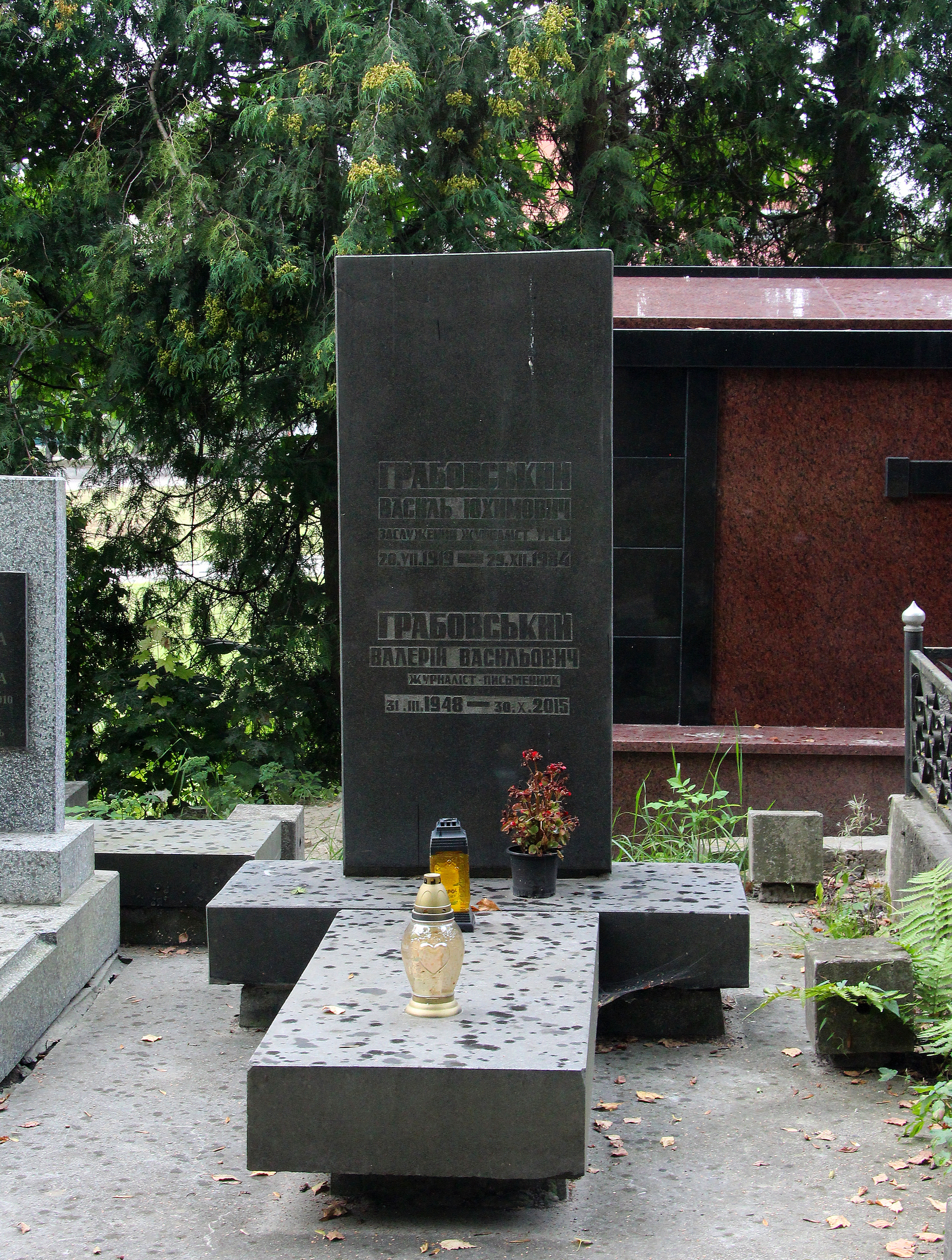

Валерій Васильович Грабовський (31 березня 1948, Грозний (Чечня) — 30 жовтня 2015, Львів) — український письменник, редактор і журналіст. Член Національної Спілки журналістів України (1979)  

## Життєпис
Закінчив Львівський державний університет ім. І. Франка. Член КПРС з 1975 р.
Автор книг:
- «Борис Возницький» (2001)
- «Дмитро Крвавич» (2003)
- «Місто пробуджених левів» (2007)
- «Грім» (2009)
- «Житейське море» (2015)

Редагував меморіалівську газету «Поклик сумління» і культурно-мистецький тижневик «Неділя», готував випуски журналу «Театральна бесіда», започаткував серію «Славетні галичани», написав і видав майже два десятки книжок.
З-під пера Валерія Грабовського вийшли книги про Героя України Бориса Возницького, скульптора Дмитра Крвавича, політика і громадського діяча Василя Куйбіду. А роман «Грім» (2009) автор присвятив усім учасникам національно-визвольних змагань, які зі зброєю в руках наближали незалежність України в роки Другої світової війни.
Його остання книжка — художньо-документальна повість «Житейське море», ґрунтовна праця про двох корифеїв українського національного театру народну артистку України Таїсію Литвиненко і лауреата Національної премії ім. Т. Шевченка, народного артиста України Федора Стригуна.
Пройшов непростий шлях від комуніста до  українського патріота.
Помер раптово.
Мешкав у Львові.
Похований на 86 полі Личаківського цвинтаря.